# Georgine König
Georgine König alias Đurđa Paleček (Dugo Selo, 1. travnja 1934.), hrvatska književnica i nakladnica.
Pučku školu završila je u Dugom Selu a gimnaziju u Zagrebu. Na Filozofskom fakultetu u Zagrebu studirala je i diolomirala hrvatski jezik i književnost. Od 1958. do 1963. vršila je nastavu hrvatskog jezika i književnosti na srednjim školama u Virovitici i na Upravnoj školi u Zagrebu. Bila je lektorica te urednica govornih izdanja u Jugotonu od 1963. do 1975., kada je na njezin zahtjev sporazumno prekinut radni odnos. Nakon toga obavljala je samostalnu grafičku djelatnost. Od 1984. radila je u vlastitoj privatnoj knjižari u Novom Zagrebu. Godine 1986. iselila je s obitelji u SR Njemačku, gdje se bavila književnim i nakladničkim radom. 2018. se vratila u Hrvatsku.

## Djela
U suautorstvu s Aloisom Königom alias Slavkom Paleček-Königom (pišu hrvatskim jezikom, a u svojim se djelima bave pretežno hrvatskim folksdojčerskim temama, a prema navođenju samih autora, služe se istinitim događajima i stvarnim osobama)
- Romani:
  - Dani beskvasnoga kruha, (1991.)  (Roman je preveden na njemački i engleski jezik.) 

  - Ivanjski krijes (2005.)

## Vanjske poveznice
- König Verlag, Roman Dani beskvasnoga kruha online.